# Treron pompadora
El vinago de Ceilán o vinago de Pompadour (Treron pompadora) es una especie de ave columbiforme de la familia Columbidae.

## Distribución
Es endémico de la isla de Sri Lanka.